# Hrabišín
Hrabišín är en ort i Tjeckien.   Den ligger i regionen Olomouc, i den östra delen av landet, 190 km öster om huvudstaden Prag. Hrabišín ligger 359 meter över havet och antalet invånare är 842.
Terrängen runt Hrabišín är kuperad norrut, men söderut är den platt.Runt Hrabišín är det ganska tätbefolkat, med 83 invånare per kvadratkilometer. Närmaste större samhälle är Šumperk, 7,4 km nordväst om Hrabišín. Omgivningarna runt Hrabišín är en mosaik av jordbruksmark och naturlig växtlighet.